# Нордрах
Нордрах (нім. Nordrach) — громада в Німеччині, знаходиться в землі Баден-Вюртемберг. Підпорядковується адміністративному округу Фрайбург. Входить до складу району Ортенау.
Площа — 37,75 км2. Населення становить 1822 ос. (станом на 31 грудня 2020).